# Castans
Pour les articles homonymes, voir Castans (homonymie).
Castans  est une commune française située dans le Nord du département de l'Aude en région Occitanie.
Sur le plan historique et culturel, la commune fait partie de la Montagne Noire, un massif montagneux constituant le rebord méridional du Massif central. Exposée à un climat de montagne, elle est drainée par la Clamoux et par divers autres petits cours d'eau. La commune possède un patrimoine naturel remarquable composé de quatre zones naturelles d'intérêt écologique, faunistique et floristique.
Castans est une commune rurale qui compte 127 habitants en 2022, après avoir connu un pic de population de 846 habitants en 1836. Elle fait partie de l'aire d'attraction de Carcassonne. Ses habitants sont appelés les Castansois ou  Castansoises.
Le patrimoine architectural de la commune comprend un immeuble protégé au titre des monuments historiques : la croix du lavoir, inscrite en 1948.

## Géographie

### Localisation
Castans est une commune du département de l'Aude et du Pays de Minervois, située dans la Montagne Noire. Elle est limitrophe du département du Tarn.

### Communes limitrophes
Les communes limitrophes sont Cabrespine, Lespinassière, Pradelles-Cabardès, Albine, Mazamet et Saint-Amans-Soult.
| Mazamet (Tarn)     | Saint-Amans-Soult (Tarn) | Albine (Tarn) |
| Pradelles-Cabardès | Castans                  | Lespinassière |
|                    | Cabrespine               |               |

### Hameaux et lieux-dits

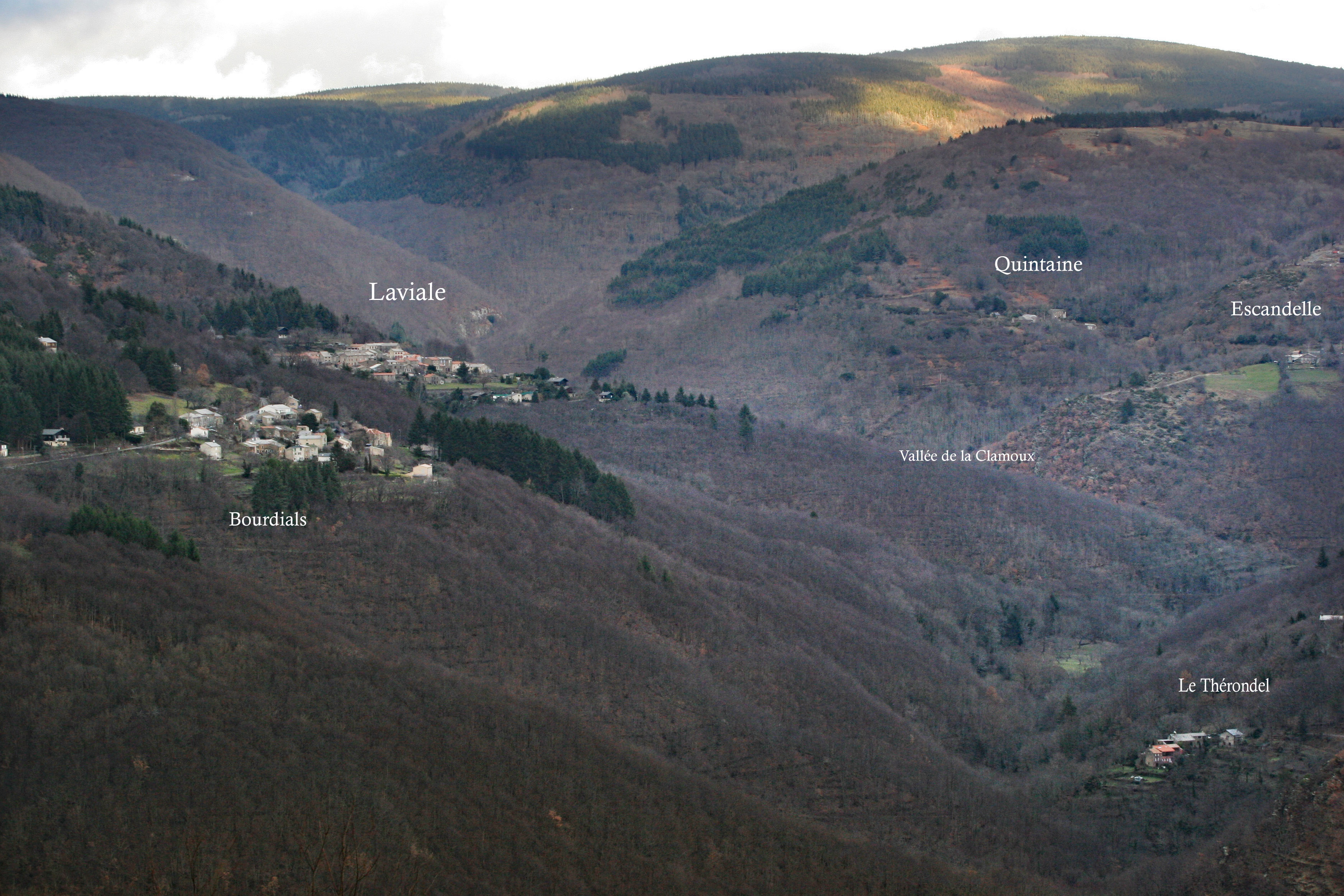
Les hameaux de Castans.

Son territoire comprend sept hameaux : Laviale (où se trouvent la mairie, l'école et l'église), Quintaine, Escandelle, Bourdials, Raïssac, les Thérondels et Lafargue.

### Géologie et relief

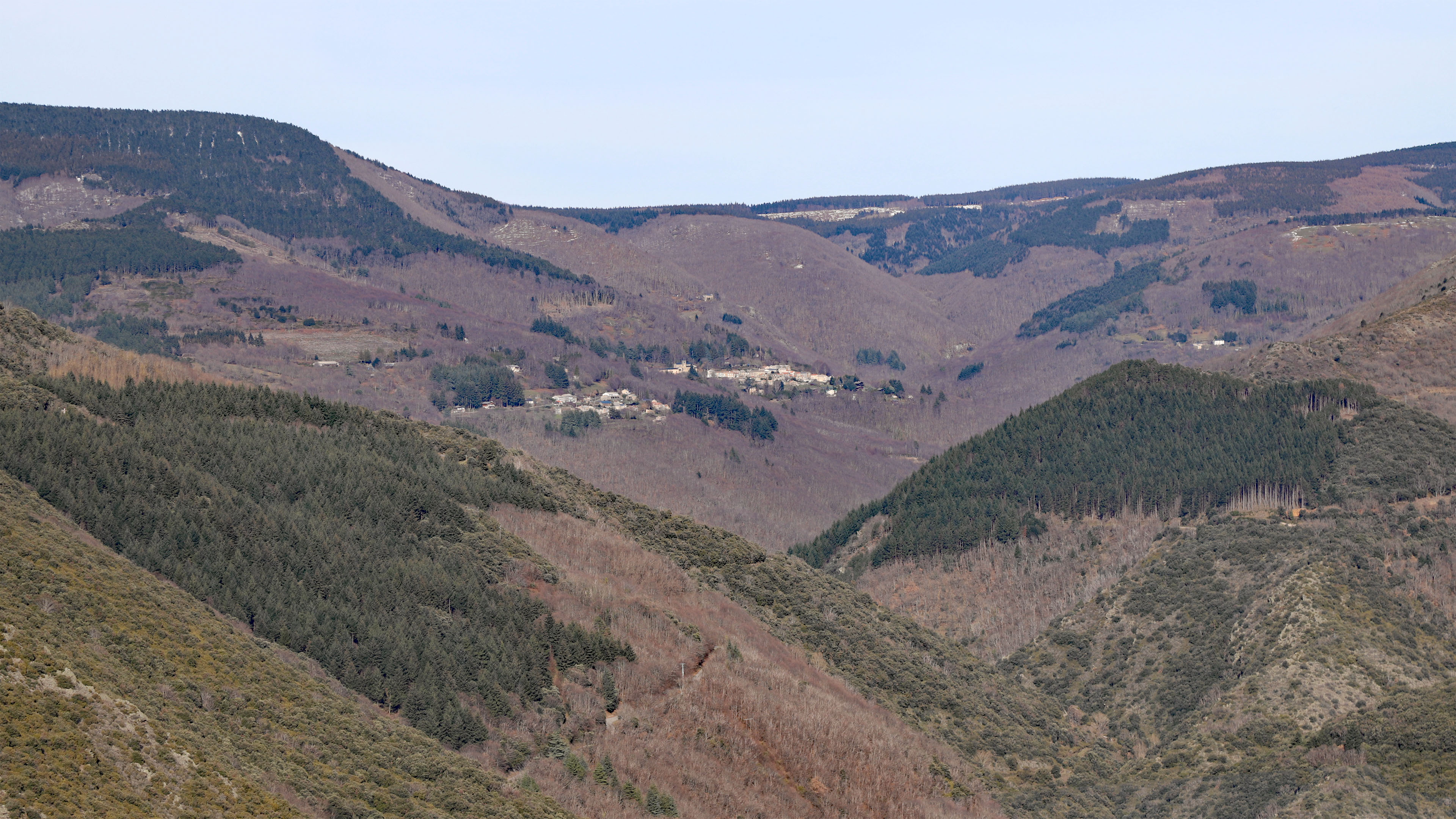
Castans vue depuis le Roc de l'Aigle.

La commune de Castans est située au pied du pic de Nore (1 210 m), au sein du parc naturel régional du Haut-Languedoc.
Castans se situe en zone de sismicité 1 (sismicité très faible).

### Hydrographie
La commune est dans la région hydrographique « Côtiers méditerranéens », au sein du bassin hydrographique Rhône-Méditerranée-Corse. Elle est drainée par la Clamoux, le ruisseau d'Aiguebelle, le ruisseau de Calvairac, le ruisseau de Cloutels, le ruisseau de Mulet, le ruisseau de Réalpo, le ruisseau de Serremijeanne et le ruisseau du Triby, qui constituent un réseau hydrographique de 20 km de longueur totale,.
La Clamoux, d'une longueur totale de 32,3 km, prend sa source dans la commune et s'écoule vers le sud. Elle traverse la commune et se jette dans l'Orbiel à Villalier, après avoir traversé 10 communes.

### Climat
Pour des articles plus généraux, voir Climat de l'Occitanie et Climat de l'Aude.
En 2010, le climat de la commune est de type climat des marges montargnardes, selon une étude s'appuyant sur une série de données couvrant la période 1971-2000. En 2020, Météo-France publie une typologie des climats de la France métropolitaine dans laquelle la commune est dans une zone de transition entre le climat océanique altéré et le climat méditerranéen et est dans la région climatique Provence, Languedoc-Roussillon, caractérisée par une pluviométrie faible en été, un très bon ensoleillement (2 600 h/an), un été chaud (21,5 °C), un air très sec en été, sec en toutes saisons, des vents forts (fréquence de 40 à 50 % de vents > 5 m/s) et peu de brouillards.
Pour la période 1971-2000, la température annuelle moyenne est de 11,1 °C, avec une amplitude thermique annuelle de 14,8 °C. Le cumul annuel moyen de précipitations est de 1 466 mm, avec 12,4 jours de précipitations en janvier et 5,8 jours en juillet. Pour la période 1991-2020, la température moyenne annuelle observée sur la station météorologique la plus proche, située sur la commune de Caunes-Minervois à 10 km à vol d'oiseau, est de 13,9 °C et le cumul annuel moyen de précipitations est de 768,1 mm,. Pour l'avenir, les paramètres climatiques de la commune estimés pour 2050 selon différents scénarios d'émission de gaz à effet de serre sont consultables sur un site dédié publié par Météo-France en novembre 2022.

### Milieux naturels et biodiversité
L’inventaire des zones naturelles d'intérêt écologique, faunistique et floristique (ZNIEFF) a pour objectif de réaliser une couverture des zones les plus intéressantes sur le plan écologique, essentiellement dans la perspective d’améliorer la connaissance du patrimoine naturel national et de fournir aux différents décideurs un outil d’aide à la prise en compte de l’environnement dans l’aménagement du territoire. Deux ZNIEFF de type 1 sont recensées sur la commune : la « crête rocheuse du Pic San-Marti » (293 ha), couvrant 5 communes du département, et les « pelouses et landes du pic de Nore » (271 ha), couvrant 2 communes du département et deux ZNIEFF de type 2, : 
- les « crêtes et pièmonts de la Montagne Noire » (27 188 ha), couvrant 26 communes dont 24 dans l'Aude et 2 dans l'Hérault[16] ;
- la « montagne Noire (versant Nord) » (31 971 ha), couvrant 37 communes dont 14 dans l'Aude, 2 dans la Haute-Garonne, 3 dans l'Hérault et 18 dans le Tarn[17].

Carte des ZNIEFF de type 1 et 2 à Castans.
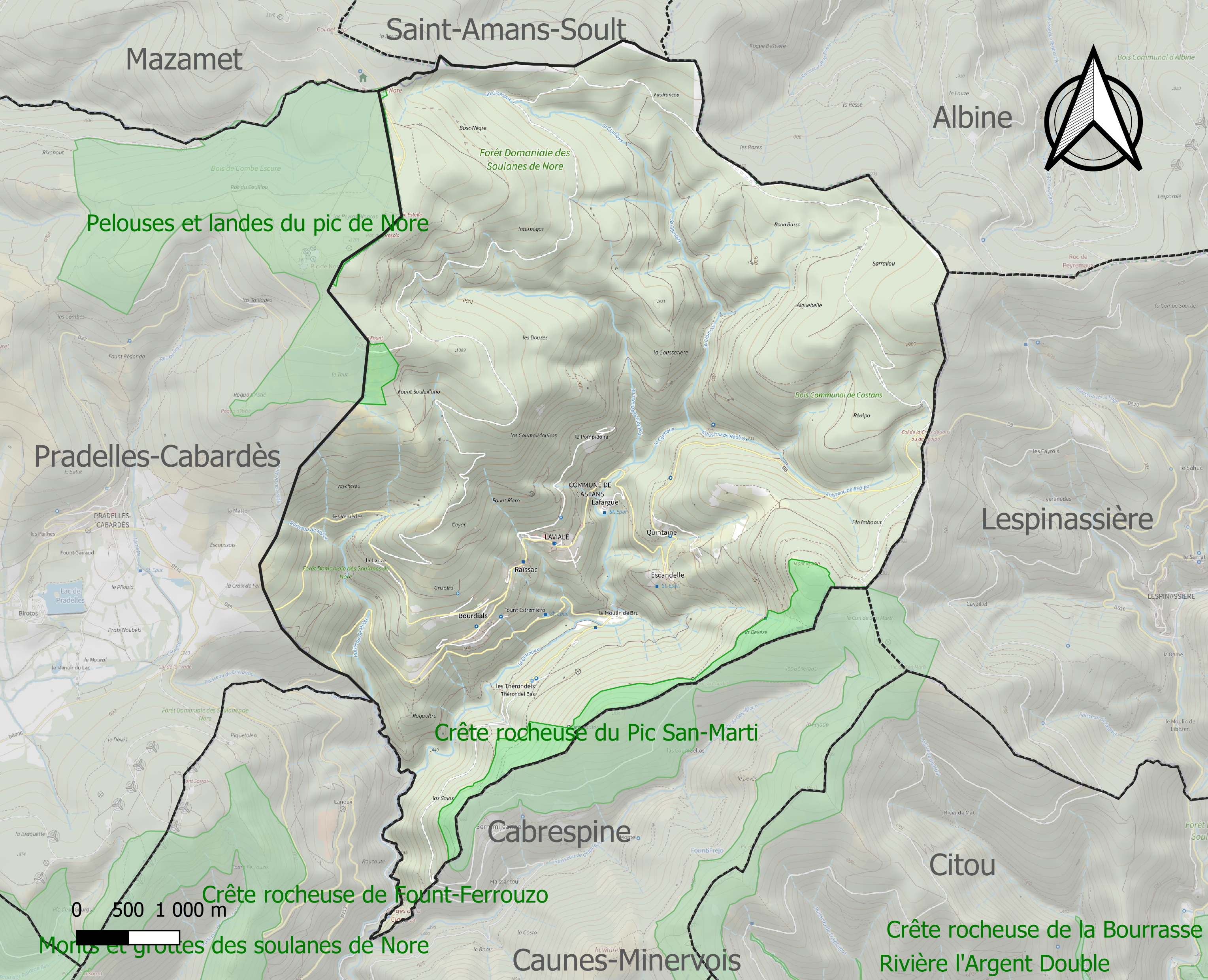
Carte des ZNIEFF de type 1 sur la commune.
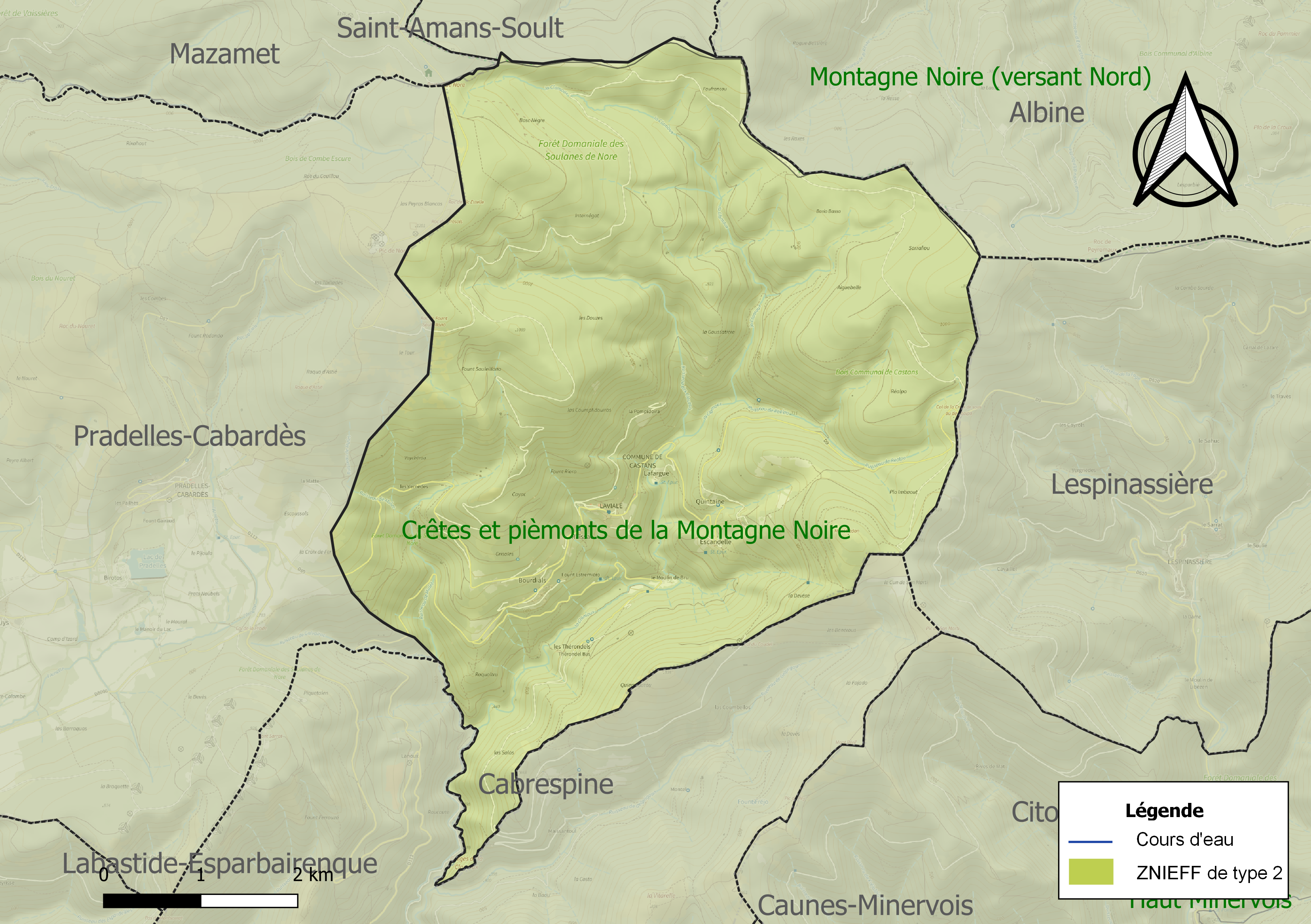
Carte des ZNIEFF de type 2 sur la commune.

## Urbanisme

### Typologie
Au 1er janvier 2024, Castans est catégorisée commune rurale à habitat dispersé, selon la nouvelle grille communale de densité à 7 niveaux définie par l'Insee en 2022.
Elle est située hors unité urbaine. Par ailleurs la commune fait partie de l'aire d'attraction de Carcassonne, dont elle est une commune de la couronne,. Cette aire, qui regroupe 115 communes, est catégorisée dans les aires de 50 000 à moins de 200 000 habitants,.

### Occupation des sols
L'occupation des sols de la commune, telle qu'elle ressort de la base de données européenne d’occupation biophysique des sols Corine Land Cover (CLC), est marquée par l'importance des forêts et milieux semi-naturels (100 % en 2018), une proportion identique à celle de 1990 (100 %). La répartition détaillée en 2018 est la suivante : forêts (99,3 %), milieux à végétation arbustive et/ou herbacée (0,7 %). L'évolution de l’occupation des sols de la commune et de ses infrastructures peut être observée sur les différentes représentations cartographiques du territoire : la carte de Cassini (XVIIIe siècle), la carte d'état-major (1820-1866) et les cartes ou photos aériennes de l'IGN pour la période actuelle (1950 à aujourd'hui).

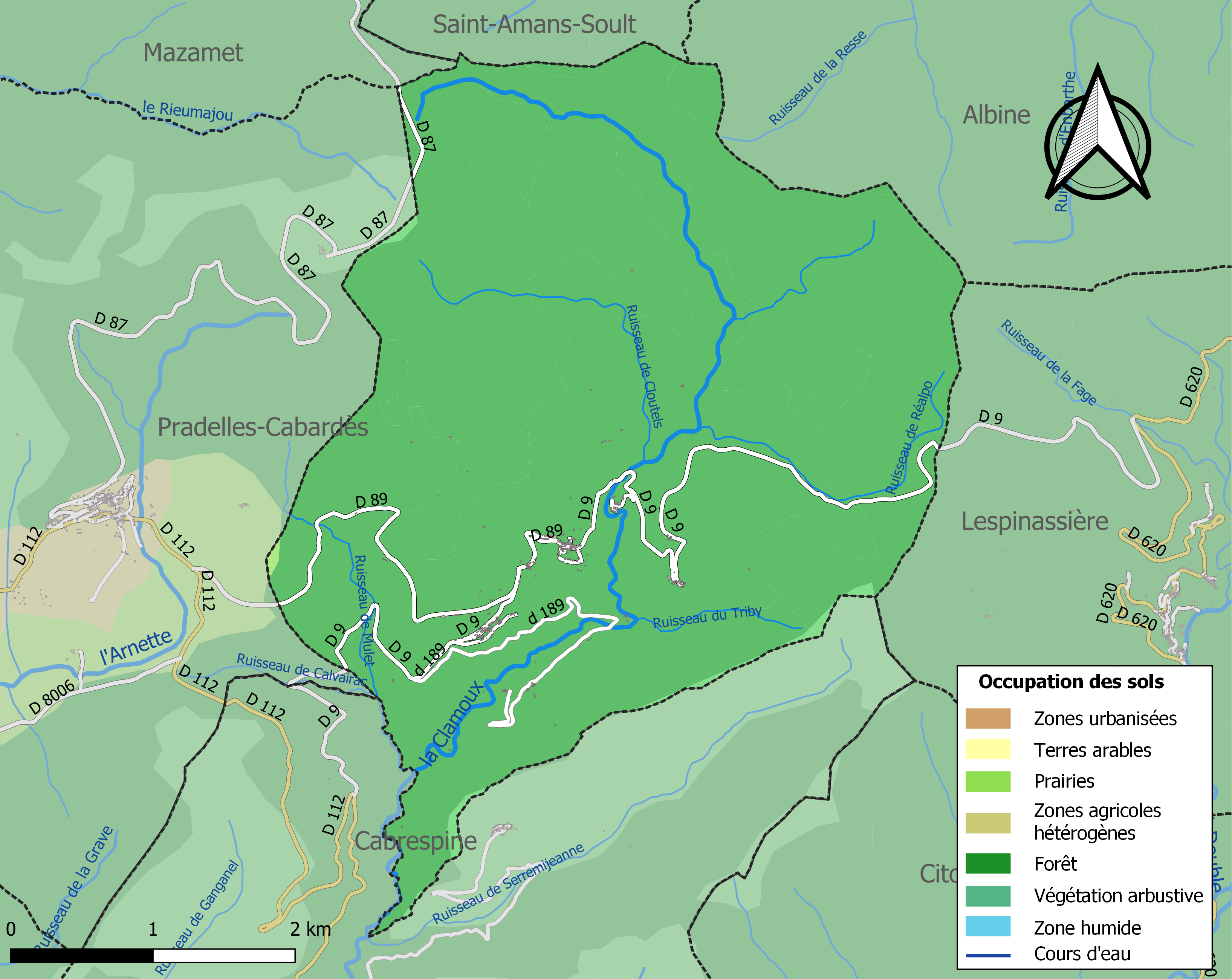
Carte des infrastructures et de l'occupation des sols de la commune en 2018 (CLC).

### Risques majeurs
Le territoire de la commune de Castans est vulnérable à différents aléas naturels : météorologiques (tempête, orage, neige, grand froid, canicule ou sécheresse), inondations, feux de forêts et séisme (sismicité très faible). Il est également exposé à un risque particulier : le risque de radon. Un site publié par le BRGM permet d'évaluer simplement et rapidement les risques d'un bien localisé soit par son adresse soit par le numéro de sa parcelle.

#### Risques naturels
Certaines parties du territoire communal sont susceptibles d’être affectées par le risque d’inondation par débordement de cours d'eau, notamment la Clamoux. La commune a été reconnue en état de catastrophe naturelle au titre des dommages causés par les inondations et coulées de boue survenues en 1982, 1992, 1995, 1999, 2009, 2011, 2017 et 2018,.

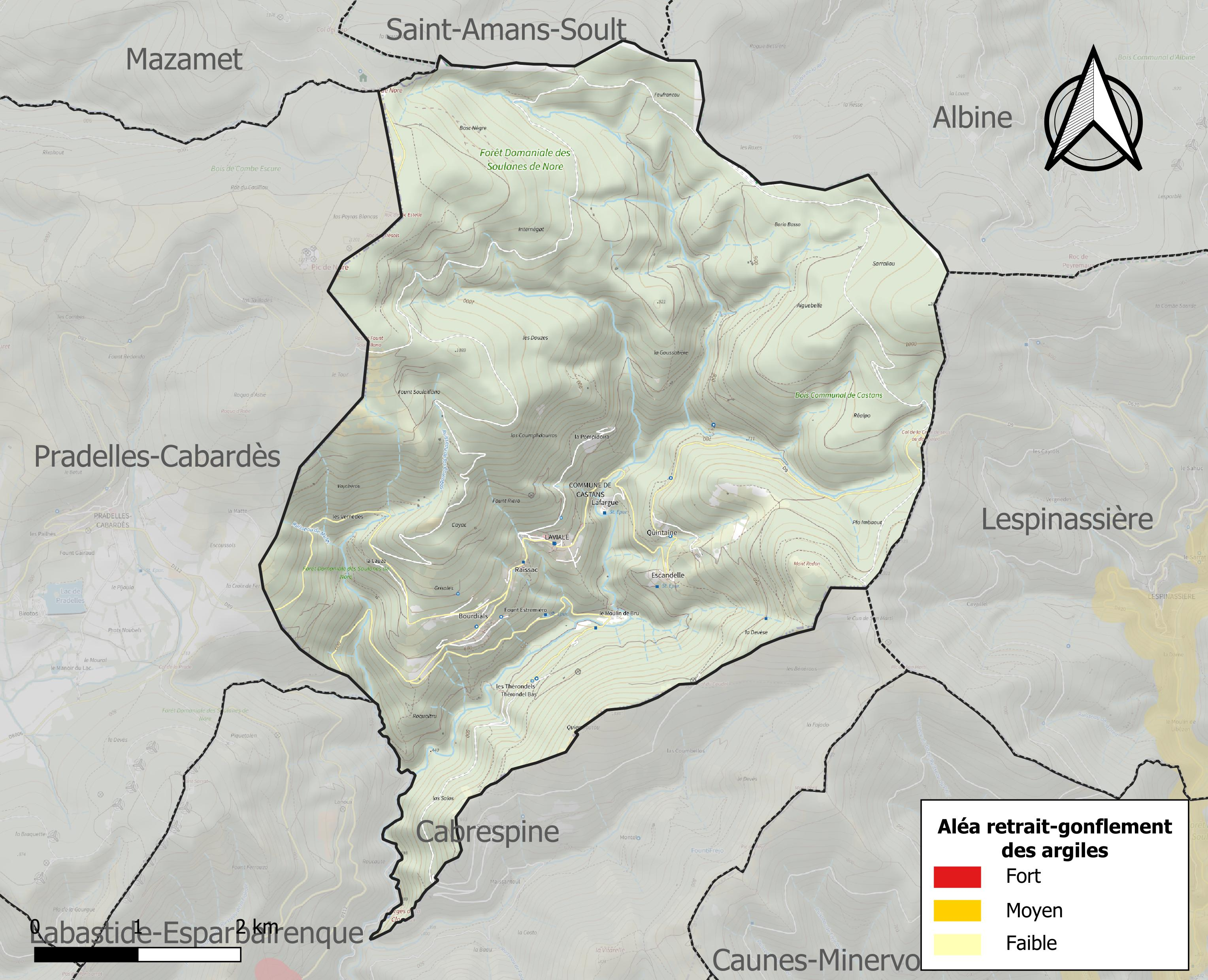
Carte des zones d'aléa retrait-gonflement des sols argileux de Castans.

Le retrait-gonflement des sols argileux est susceptible d'engendrer des dommages importants aux bâtiments en cas d’alternance de périodes de sécheresse et de pluie. 0 % de la superficie communale est en aléa moyen ou fort (75,2 % au niveau départemental et 48,5 % au niveau national). Sur les 153 bâtiments dénombrés sur la commune en 2019, 0 sont en aléa moyen ou fort, soit 0 %, à comparer aux 94 % au niveau départemental et 54 % au niveau national. Une cartographie de l'exposition du territoire national au retrait gonflement des sols argileux est disponible sur le site du BRGM,.

#### Risque particulier
Dans plusieurs parties du territoire national, le radon, accumulé dans certains logements ou autres locaux, peut constituer une source significative d’exposition de la population aux rayonnements ionisants. Certaines communes du département sont concernées par le risque radon à un niveau plus ou moins élevé. Selon la classification de 2018, la commune de Castans est classée en zone 3, à savoir zone à potentiel radon significatif.

## Histoire
La commune de Castans a été formée par des pasteurs qui ont élevé du bétail sur le point le plus haut de la Montagne Noire. Au XIVe siècle, les concessions royales, en régularisant les positions des habitants de Castans, ont restreint pour eux l'usage des forêts environnantes

## Politique et administration

### Découpage territorial
La commune de Castans est membre de l'intercommunalité Carcassonne Agglo, un établissement public de coopération intercommunale (EPCI) à fiscalité propre créé le 21 décembre 2012 dont le siège est à Carcassonne. Ce dernier est par ailleurs membre d'autres groupements intercommunaux.
Sur le plan administratif, elle est rattachée à l'arrondissement de Carcassonne, au département de l'Aude, en tant que circonscription administrative de l'État, et à la région Occitanie.
Sur le plan électoral, elle dépend du canton du Haut-Minervois pour l'élection des conseillers départementaux, depuis le redécoupage cantonal de 2014 entré en vigueur en 2015, et de la première circonscription de l'Aude  pour les élections législatives, depuis le redécoupage électoral de 1986.

### Liste des maires
| Période                                  | Période  | Identité      | Étiquette | Qualité |
| ---------------------------------------- | -------- | ------------- | --------- | ------- |
| mars 2001                                | en cours | Yolande Piton | SE        |         |
| Les données manquantes sont à compléter. |          |               |           |         |

## Démographie
| 1793 | 1800 | 1806 | 1821 | 1831 | 1836 | 1841 | 1846 | 1851 |
| ---- | ---- | ---- | ---- | ---- | ---- | ---- | ---- | ---- |
| 579  | 662  | 727  | 760  | 818  | 846  | 820  | 756  | 743  |

| 1856 | 1861 | 1866 | 1872 | 1876 | 1881 | 1886 | 1891 | 1896 |
| ---- | ---- | ---- | ---- | ---- | ---- | ---- | ---- | ---- |
| 695  | 701  | 645  | 599  | 556  | 486  | 513  | 485  | 441  |

| 1901 | 1906 | 1911 | 1921 | 1926 | 1931 | 1936 | 1946 | 1954 |
| ---- | ---- | ---- | ---- | ---- | ---- | ---- | ---- | ---- |
| 430  | 400  | 404  | 250  | 215  | 184  | 170  | 167  | 148  |

| 1962 | 1968 | 1975 | 1982 | 1990 | 1999 | 2006 | 2007 | 2012 |
| ---- | ---- | ---- | ---- | ---- | ---- | ---- | ---- | ---- |
| 134  | 118  | 107  | 124  | 111  | 112  | 118  | 119  | 109  |

| 2017 | 2022 | - | - | - | - | - | - | - |
| ---- | ---- | - | - | - | - | - | - | - |
| 134  | 127  | - | - | - | - | - | - | - |

## Économie

### Emploi
| Division       | 2008   | 2013   | 2018   |
| -------------- | ------ | ------ | ------ |
| Commune        | 12,2 % | 14,3 % | 15,6 % |
| Département    | 10,2 % | 12,8 % | 12,6 % |
| France entière | 8,3 %  | 10 %   | 10 %   |

En 2018, la population âgée de 15 à 64 ans s'élève à 76 personnes, parmi lesquelles on compte 64,9 % d'actifs (49,4 % ayant un emploi et 15,6 % de chômeurs) et 35,1 % d'inactifs,. Depuis 2008, le taux de chômage communal (au sens du recensement) des 15-64 ans est supérieur à celui de la France et du département.
La commune fait partie de la couronne de l'aire d'attraction de Carcassonne, du fait qu'au moins 15 % des actifs travaillent dans le pôle,. Elle compte 20 emplois en 2018, contre 12 en 2013 et 20 en 2008. Le nombre d'actifs ayant un emploi résidant dans la commune est de 38, soit un indicateur de concentration d'emploi de 53,1 % et un taux d'activité parmi les 15 ans ou plus de 40,7 %.
Sur ces 38 actifs de 15 ans ou plus ayant un emploi, 10 travaillent dans la commune, soit 26 % des habitants. Pour se rendre au travail, 92,1 % des habitants utilisent un véhicule personnel ou de fonction à quatre roues, 5,3 % s'y rendent en deux-roues, à vélo ou à pied et 2,6 % n'ont pas besoin de transport (travail au domicile).

### Activités hors agriculture
8 établissements sont implantés  à Castans au 31 décembre 2019.
Le secteur du commerce de gros et de détail, des transports, de l'hébergement et de la restauration est prépondérant sur la commune puisqu'il représente 37,5 % du nombre total d'établissements de la commune (3 sur les 8 entreprises implantées à Castans), contre 32,3 % au niveau départemental.

### Agriculture
|                                   | 1988 | 2000 | 2010 |
| --------------------------------- | ---- | ---- | ---- |
| Exploitations                     | 11   | 4    | 4    |
| Superficie agricole utilisée (ha) | 60   | 134  | 204  |

La commune fait partie de la petite région agricole dénommée « Montagne Noire ». En 2010, l'orientation technico-économique de l'agriculture  sur la commune est la polyculture et le polyélevage. Quatre exploitations agricoles ayant leur siège dans la commune sont dénombrées lors du recensement agricole de 2010 (onze en 1988). La superficie agricole utilisée est de 204 ha.

## Culture locale et patrimoine

### Lieux et monuments

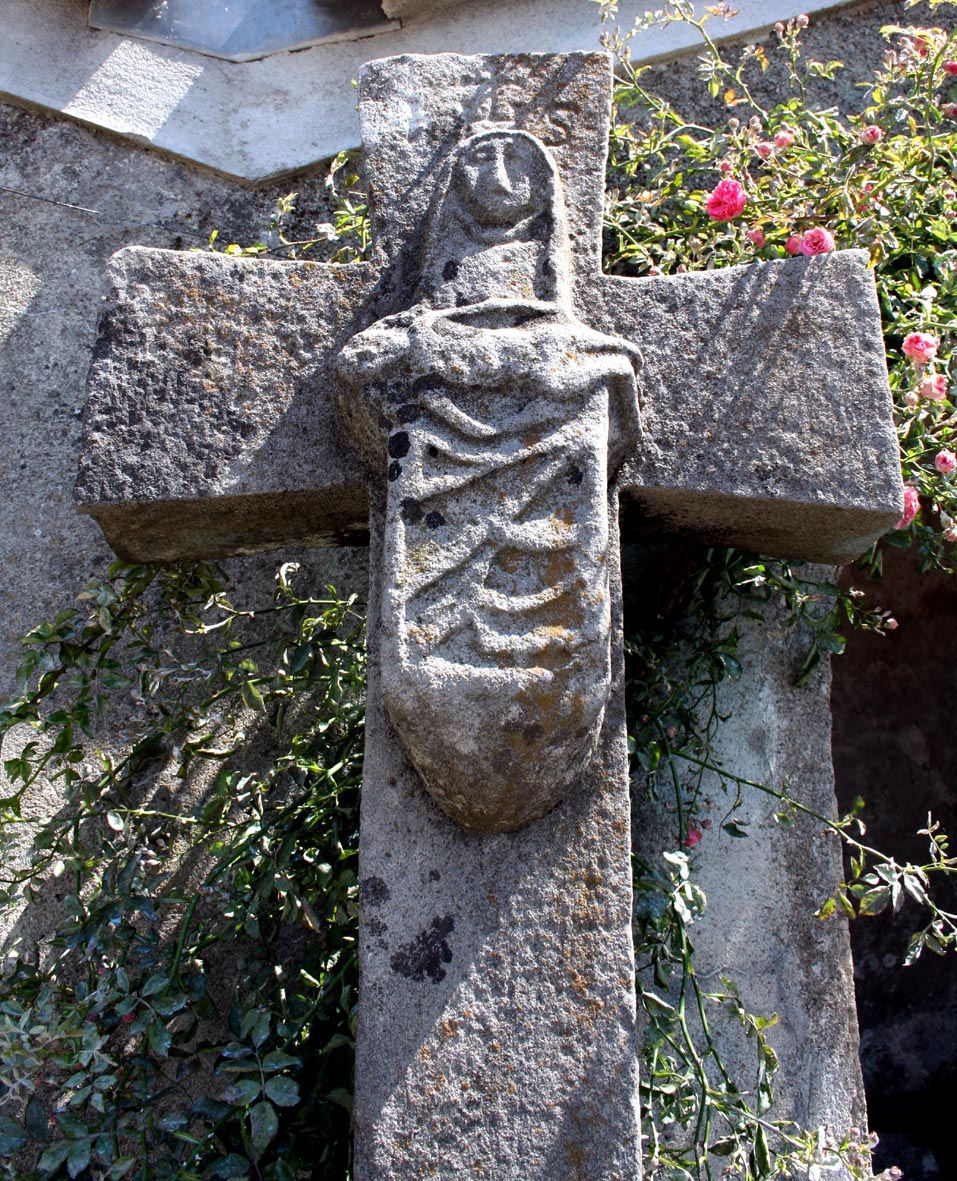
Croix des lavoirs.
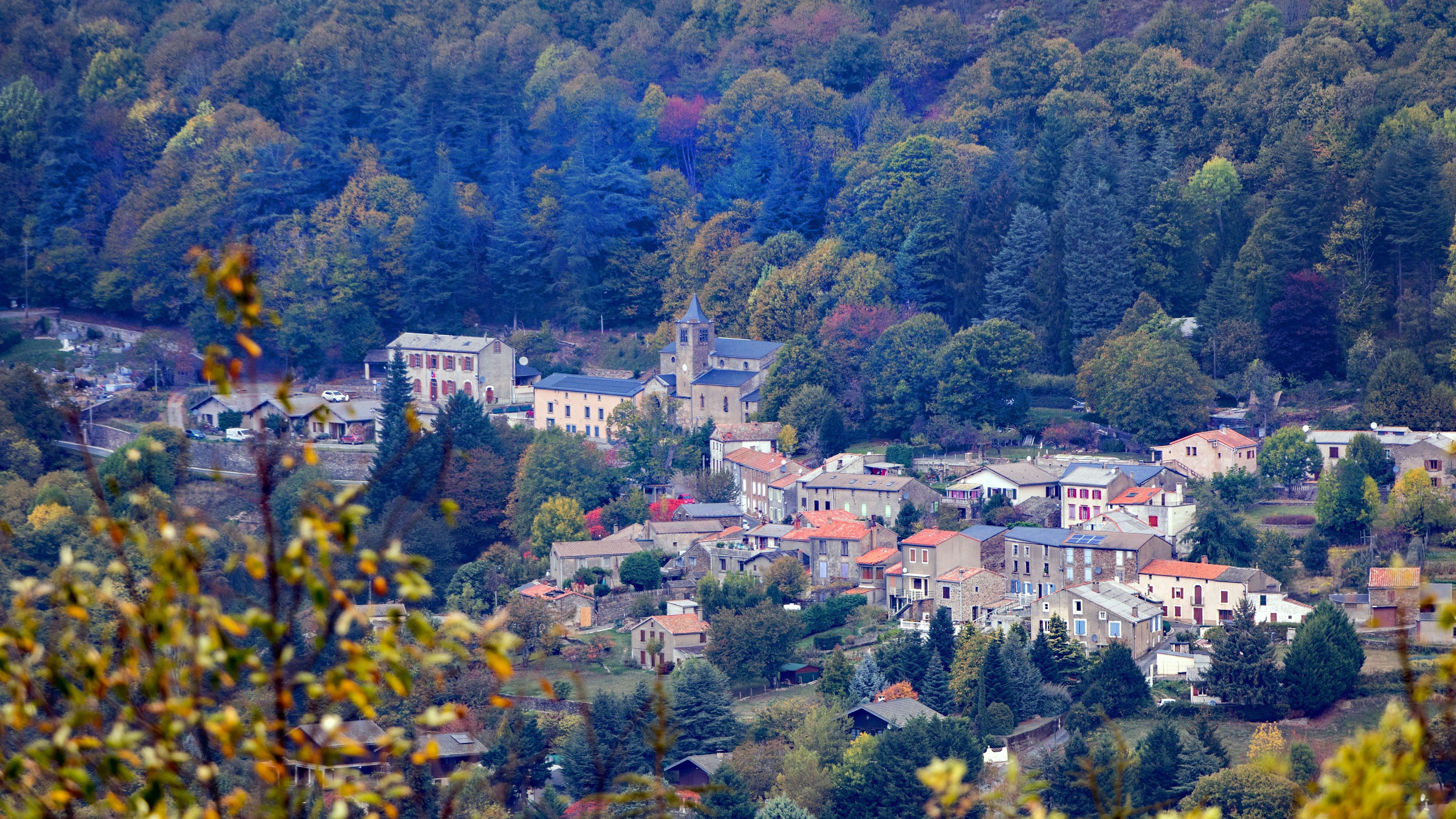
Hameau de Laviale.
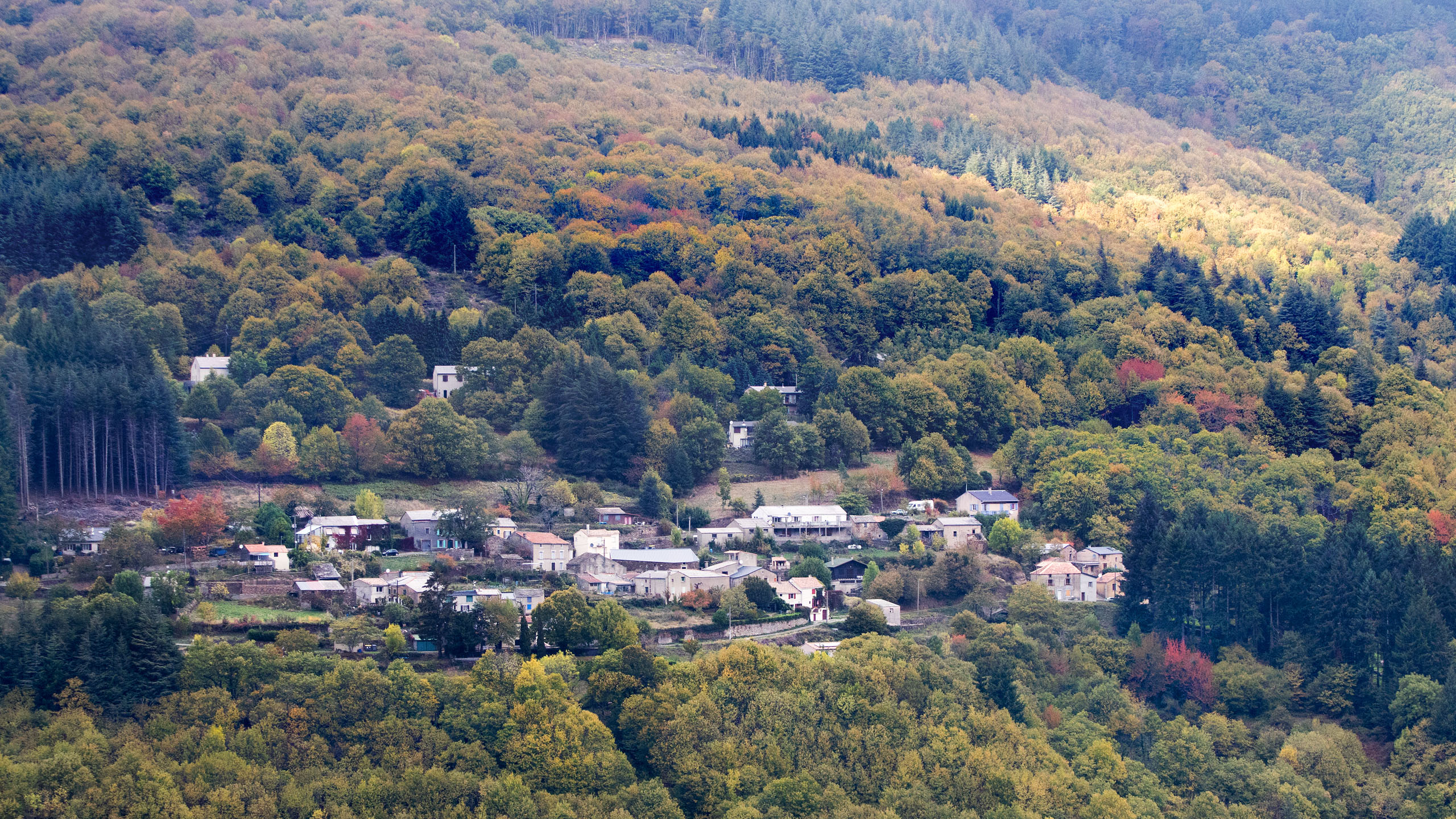
Hameau de Bourdials.
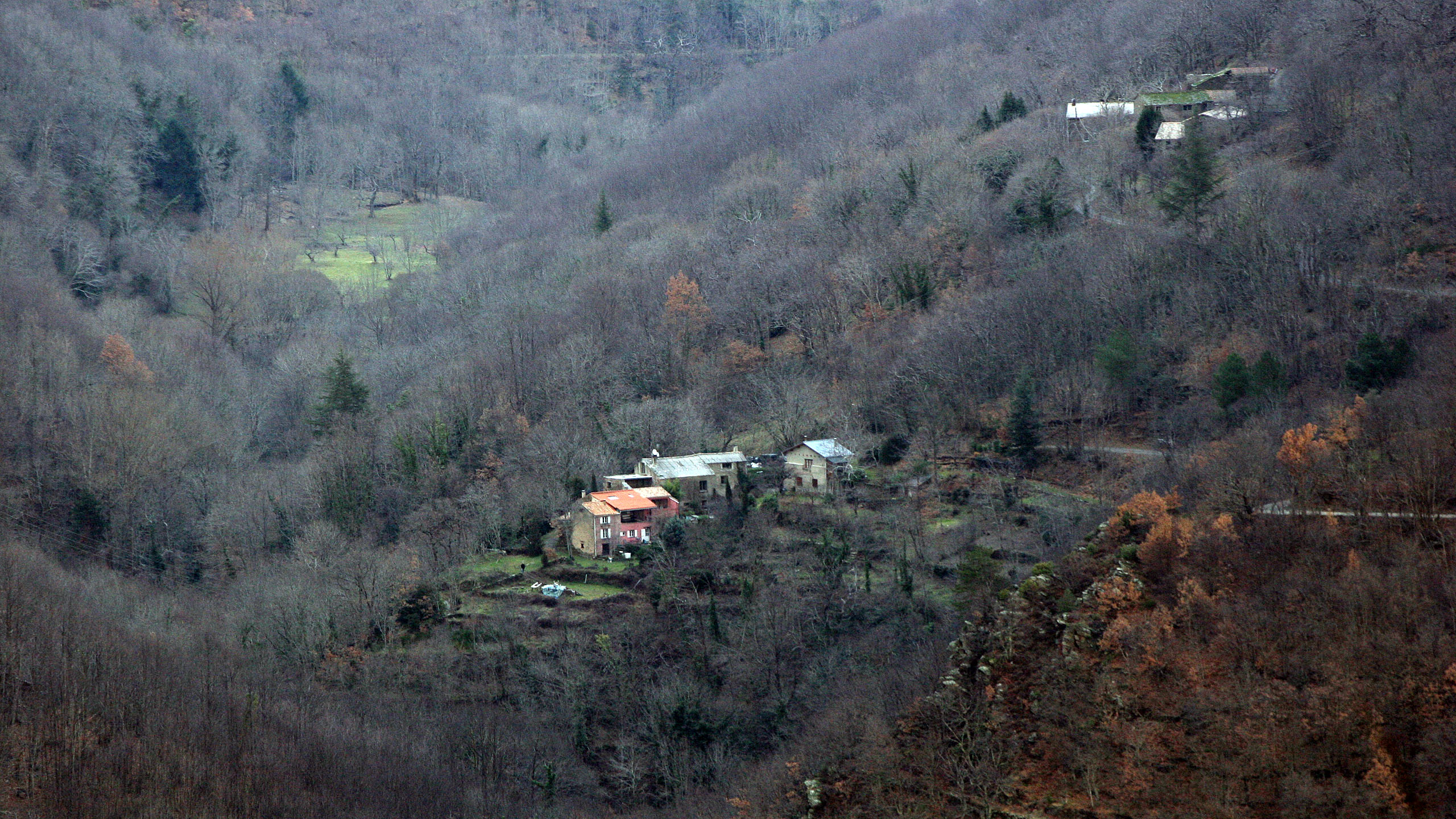
Hameaux du Thérondel haut et bas.
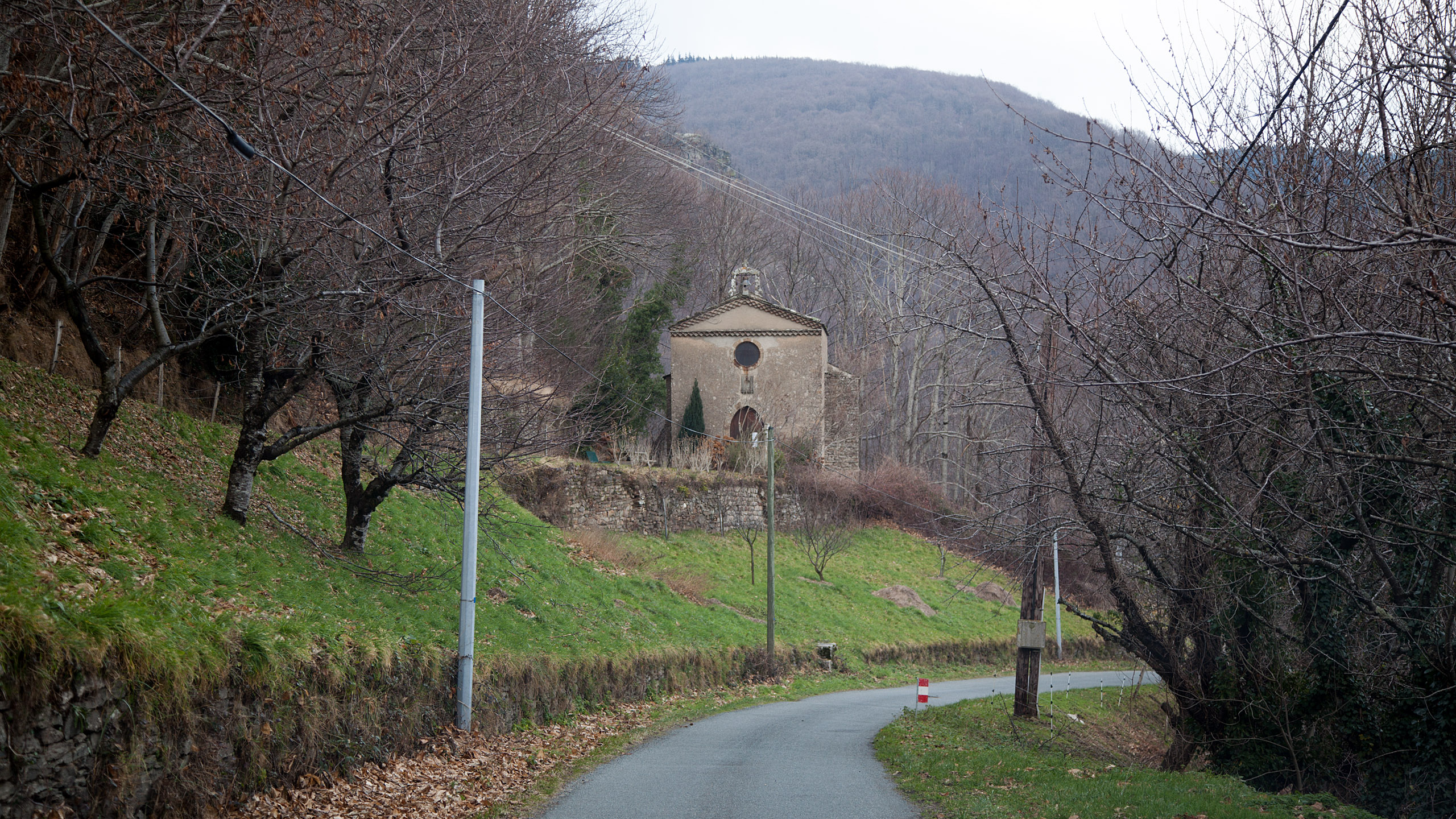
Chapelle Notre-Dame-de-Pitié.
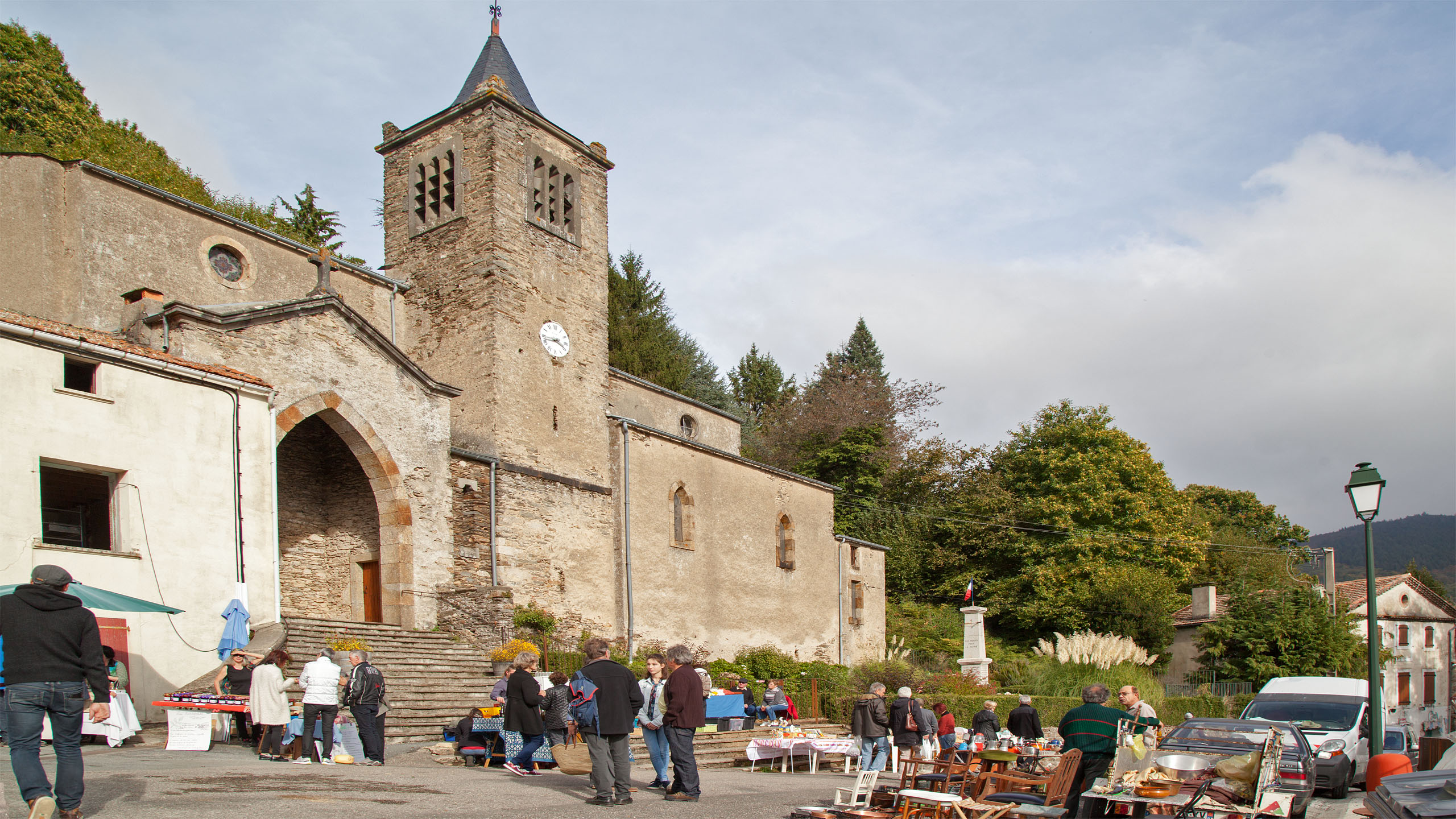
La foire des châtaignes.
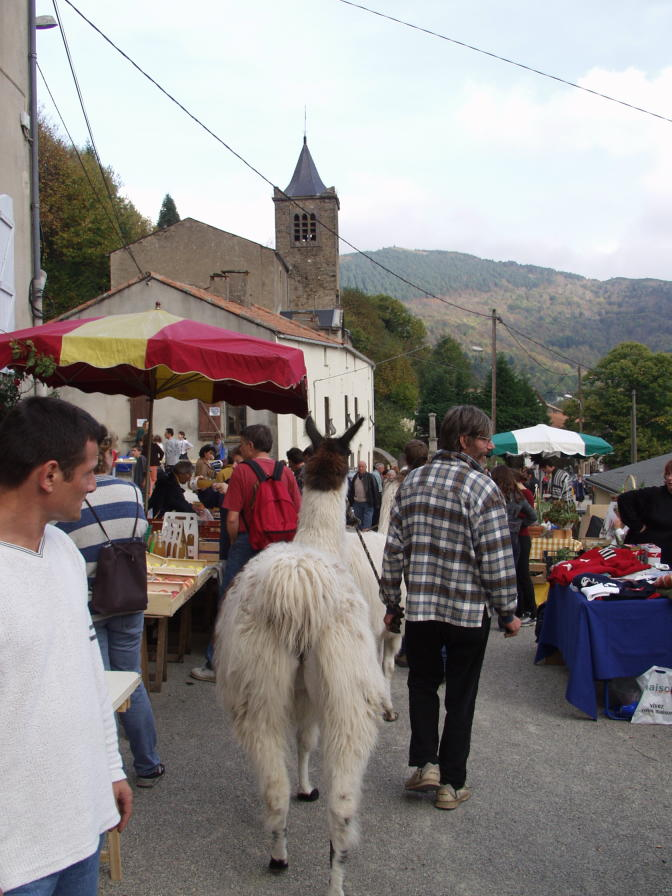
Les lamas à la foire.
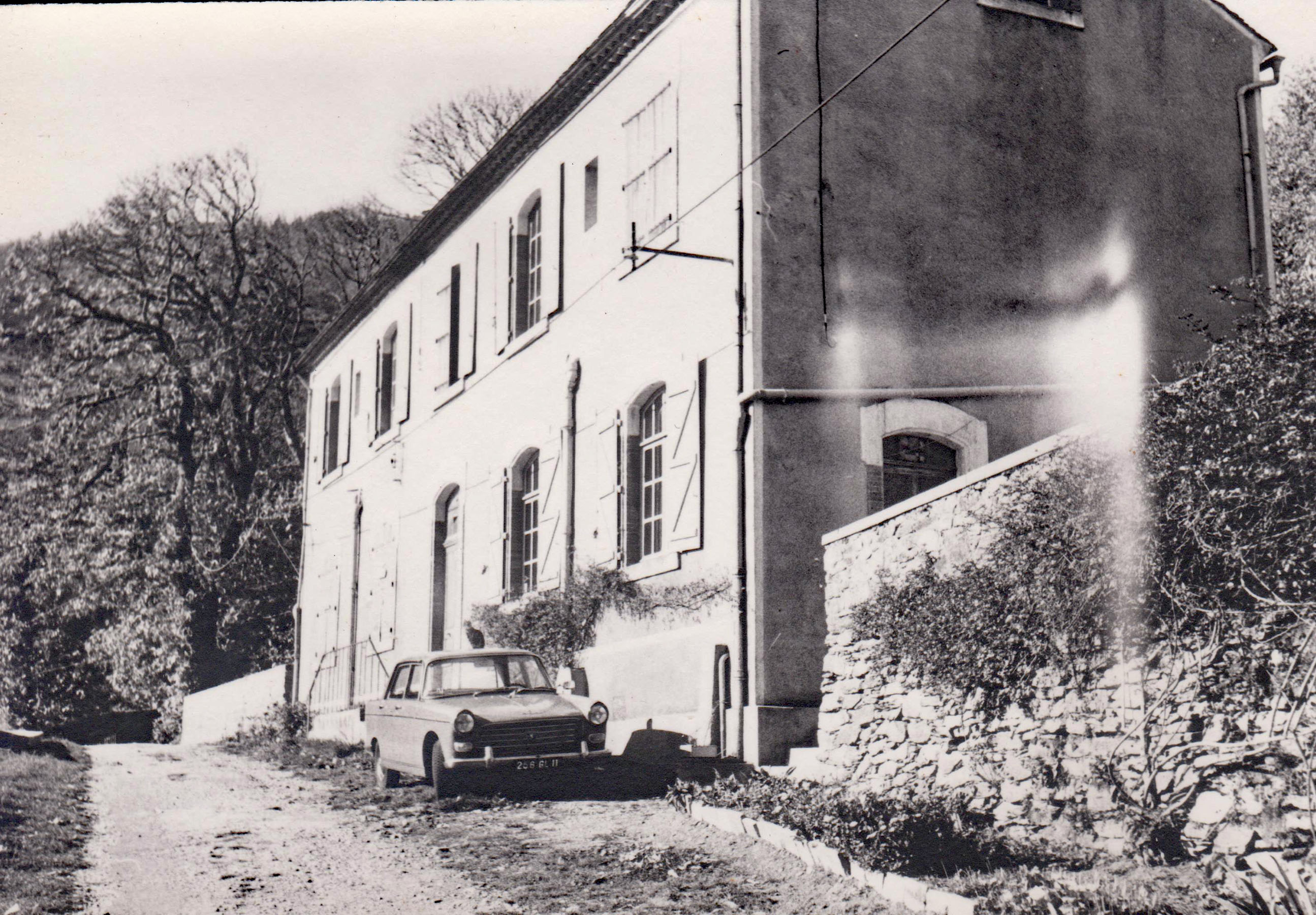
L'école en 1972.

- Église Notre-Dame-de-l'Assomption de Laviale.
- Chapelle Notre-Dame-de-Pitié de Laviale.
- Croix du lavoir, datant de 1640, devant le lavoir de Laviale (hameau principal), inscrite MH en 1948[37].
- Château cathare (ruines).
- Voie romaine.
- Source de la Clamoux.

### Personnalités liées à la commune
- Jacques Perrin  acteur.
- Arnaud et Jean-Marie Larrieu  cinéastes ; leur film 21 nuits avec Pattie, sorti en 2015, se déroule entièrement à Castans.

### Héraldique
| Blason de Castans | Blason  | Échiqueté d'or et d'azur.                        |
| Blason de Castans | Détails | Le statut officiel du blason reste à déterminer. |